# Kolchan
Le kolchan, goltsan, haut kuskokwim ou dinak’i (autonyme : dinak’i), est une langue athapascane, parlée en Alaska et dans le nord-ouest du Canada, au Yukon. C'est une des vingt langues autochtones officielles de l'Alaska aux côtés de l'anglais.
Le kolchan est classé dans le sous-groupe de l'Alaska central et du Yukon. C'est une des langues en danger de l'Alaska. Elle est essentiellement parlée par les plus anciens, mais certains plus jeunes tentent de l'apprendre pour éviter qu'elle ne disparaisse.

## Écriture
| a  | ch | ch’ | d  | dl | dr | dz | e  | g   | gh | h   | i  | j   | k | k’ | l | ł  | m | n  | ṉ |
| n’ | o  | s   | sh | sr | t  | t’ | tł | tł’ | tr | tr’ | ts | ts’ | u | w  | y | y’ | z | zr | ’ |

## Codes
- Code de langue IETF : kuu